# 小泽夏希
小泽夏希（日文：／ Ozawa Natsuki，1972年4月19日—）是日本的女歌手、演员、AV女优。又译小泽夏木。
作为偶像和AV女优活动时，个人资料有些部分（血型、出身地等）不同。

## 经历

### 偶像时代
1986年，在新宿被艺能事务所K-HOUSE的星探发掘，同年7月出演电视剧《爸爸合格妈妈不合格》。1987年6月，以《追逐的夏日》（日语：追いかけて夏）一曲歌手出道。同期艺人有工藤静香、酒井法子等。
1989年，初次主演电视剧《魔法少女中華派派》，然而此片还未拍摄完成便退出，并从艺能界隐退。关于隐退的原因，有传言称是与经纪人私奔或是未婚怀孕，之后其本人在TBS的节目中称“因为太忙不知如何是好，本打算与经纪人私奔，但对方没有出现在约定的地方”。

### 回归后
1993年，发布裸体写真集《早熟》，事务所对于过去的事情未作任何评论。在电影《山田村华尔兹》（日语：山田村ワルツ）中任用过她的导演金子修介在书中形容她为“结婚隐退离婚裸复归”，刊载裸体写真的杂志《FLASH (杂志)》也在标题上称她已经离婚过一次。
写真集《早熟》在发售后的两周内就加印了14次，售出15万部，接下来又发了几部裸体写真集，出演有艳情镜头的原创录影带等，但在1995年左右又再度从艺能界消失。一段时间传言称她成了坐台小姐或是依靠水商卖支持生活。

### AV时代至近期
2004年4月，成为AV女优。同年9月宣布引退但2005年年末又复出。然而，此后又进入休业状态。
2014年5月，在品川皮肤科诊所立川分院接受了整容手术，并把过程写在个人博客上。然而博客在2015年8月停止更新，目前的状态一切不明。